# Vắc-xin viêm gan siêu vi C
Vắc-xin viêm gan siêu vi C, một loại vắc-xin có khả năng bảo vệ chống lại viêm gan siêu vi C, hiện không có sẵn. Mặc dù đã tồn tại vắc-xin đối với viêm gan A và viêm gan B, nhưng đối với sự phát triển vắc-xin viêm gan C vẫn còn đang thách thức. Hiện không có vắc-xin viêm gan C, nhưng một số nghiên cứu đang diễn ra.
Hầu hết các vắc xin đều hoạt động thông qua việc gây ra đáp ứng kháng thể nhắm vào bề mặt bên ngoài của virus. Tuy nhiên, virus viêm gan siêu vi C có nhiều biến đổi giữa các chủng và đột biến nhanh chóng, làm cho việc phát triển ra một vắc-xin hiệu quả rất khó khăn. Cấu trúc chi tiết của E2 envelope glycoprotein, được cho là protein chính mà virus sử dụng để xâm nhập tế bào gan, đã được làm sáng tỏ bởi các nhà khoa học tại Viện Nghiên cứu Scripps (TSRI) vào tháng 11 năm 2013. Do vùng liên kết tương đối được bảo tồn của E2 với thụ thể CD81 trên tế bào gan, khám phá này dự kiến sẽ mở đường cho việc phát triển vắc-xin HCV, sẽ kích thích phản ứng kháng thể với các hiệu ứng trung hòa trên phạm vi rộng của các chủng virus. Một chiến lược khác với vaccine thông thường là tạo ra nhánh tế bào T của đáp ứng miễn dịch sử dụng vectơ virus, các vec tơ adenovirus chứa các bộ phận lớn của bộ gen vi rút viêm gan C, để tạo ra đáp ứng miễn dịch tế bào T chống lại viêm gan C.
Hầu hết các công việc để phát triển một vắc xin tế bào T đã được thực hiện đối với một kiểu gen cụ thể. Có sáu kiểu gen khác nhau phản ánh sự khác biệt về cấu trúc của virus. Vắc-xin được chấp thuận đầu tiên sẽ chỉ nhắm mục tiêu kiểu gen 1a và 1b, chiếm hơn 60% số ca nhiễm HCV mạn tính trên toàn thế giới. Có khả năng, vắc-xin theo sau vắc-xin được chấp thuận đầu tiên sẽ giải quyết các kiểu gen khác đang phổ biến.
VLPs (Virus like particles) based HCV vaccine đang được nghiên cứu chuyên sâu hơn.